# Terapia metodą ograniczonej stymulacji środowiskowej
Terapia metodą ograniczonej stymulacji środowiskowej, REST (od ang. restricted environmental stimulation therapy) – terapia polegająca na ograniczeniu odbierania bodźców zewnętrznych, co ma wprowadzać w stan relaksu. Warunki takie spełnia komora deprywacyjna. Jedną z procedur opracowanych na potrzeby terapii jest flotation REST.

## Historia
W latach siedemdziesiątych Peter Suedfeld i Roderick Borrie z Uniwersytetu Kolumbii Brytyjskiej zapoczątkowali eksperymenty nad terapeutycznymi korzyściami terapii w komorze deprywacyjnej. Do terapii wykorzystywano specjalnie przystosowane kapsuły relaksacyjne.

## Procedura
Podczas sesji flotation REST osoba korzystająca z komory nie czuje przyciągania ziemskiego (dzięki unoszeniu się na wodzie w stężonym roztworze soli angielskiej), nic nie widzi, prawie nic nie słyszy; temperatura wewnątrz dostosowana jest do temperatury skóry (wynosi około 35 °C). Na początek każdej sesji w tle słychać muzykę, która ma pomagać wejść w stan relaksu.

## Założenia
Sesje w kabinach mają obniżać poziom hormonów, wytwarzanych podczas sytuacji stresowych między innymi kortyzolu i adrenaliny, a także mają obniżać ciśnienie krwi, liczbę uderzeń serca w spoczynku i rozluźniać mięśnie. Warunki podczas sesji mają wywoływać fale alfa i theta, charakterystyczne dla głębokiego relaksu. Zwolennicy terapii przekonują o szeregu pozytywnych skutków, które ma ona przynosić. Wśród nich ma znajdować się usuwanie skutków stresu, wyciszenie emocji, rozluźnienie mięśni, polepszenie koncentracji, pamięci i „kreatywnego stosowania wiedzy”, uśmierzanie bólu kręgosłupa, polepszanie jakości snu, redukcja bólu fizycznego i psychicznego, przyśpieszenie leczenia kontuzji, poprawa pracy układu odpornościowego.

## Krytyka
Istnieje ograniczona liczba dowodów na efektywność terapii metodą ograniczonej stymulacji środowiskowej. Nieliczne, randomizowane badania (z grupą kontrolną), mają charakter pilotażowy (np. niewielkie grupy, po kilka, maksymalnie kilkanaście osób, co zwiększa ryzyko, że wyniki nie są reprezentatywne lub że są dziełem przypadku). Stosowane są różne metody pomiaru, co utrudnia porównywanie efektywności w różnych badaniach. Nie wszystkie badania publikowane są w czasopismach naukowych, co uniemożliwia ocenę procedury eksperymentalnej przez niezależnych recenzentów. Dierendonck i Nijenhuis (2005), dokonując metaanalizy wyników badań nad terapią deprywacyjną, podzielili metody pomiaru efektywności terapii na trzy grupy: fizjologiczne (np. ciśnienie krwi, poziom kortyzolu czy adrenaliny), psychologiczne (dobre samopoczucie, pozytywna kontra negatywna emocjonalność) oraz wydajność percepcyjno-motoryczną (np. podczas gry w kosza, strzelania z łuku). Wyniki analizy przedstawiają się obiecująco, ale ze względu niską jakość metodologiczną badań, należy podchodzić do nich z ostrożnością. Nie wiadomo również, jaki wpływ na efekty terapii ma czas. Istnieją też pojedyncze, pilotażowe badania (nie zawsze wykazujące pozytywne efekty) dotyczące wpływu terapii na depresyjność, poczucie lęku, ból, jakość snu u zdrowych ludzi, stężenie mleczanu we krwi po ćwiczeniach fizycznych, bólu pleców lub karku związanego ze stresem, czy zastosowania REST przy leczeniu zespołu lęku uogólnionego.